# 長野県道465号飯田上郷松川自転車道線

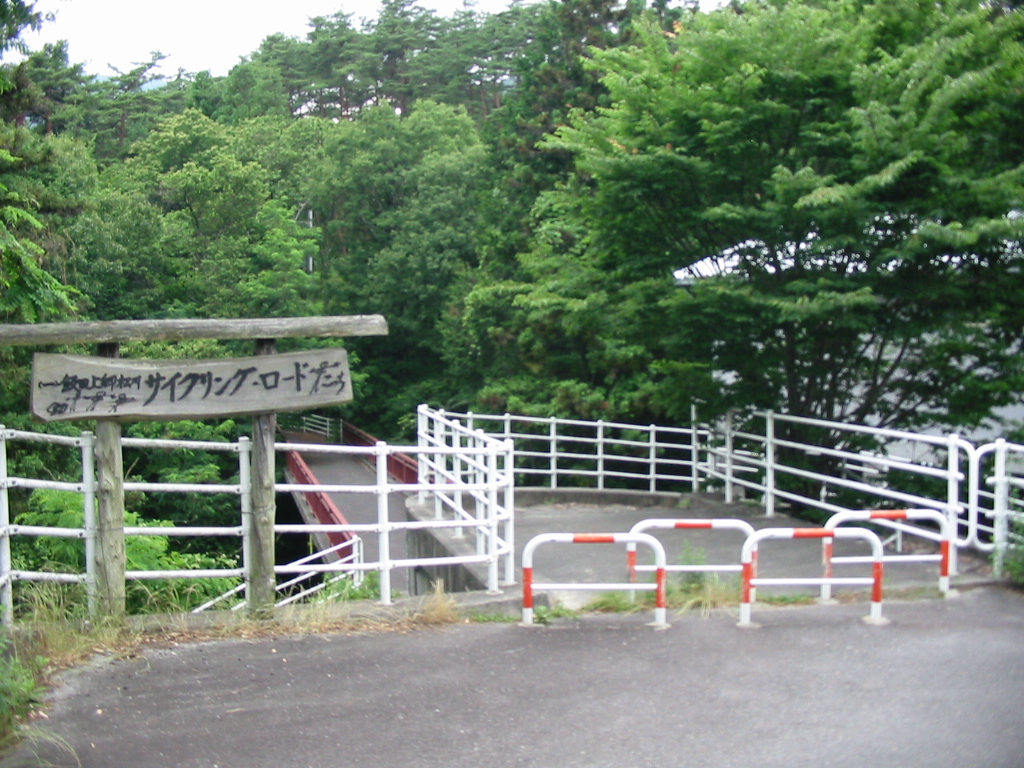
起点。県道の標識は無いがサイクリングロードの看板は設置してある。

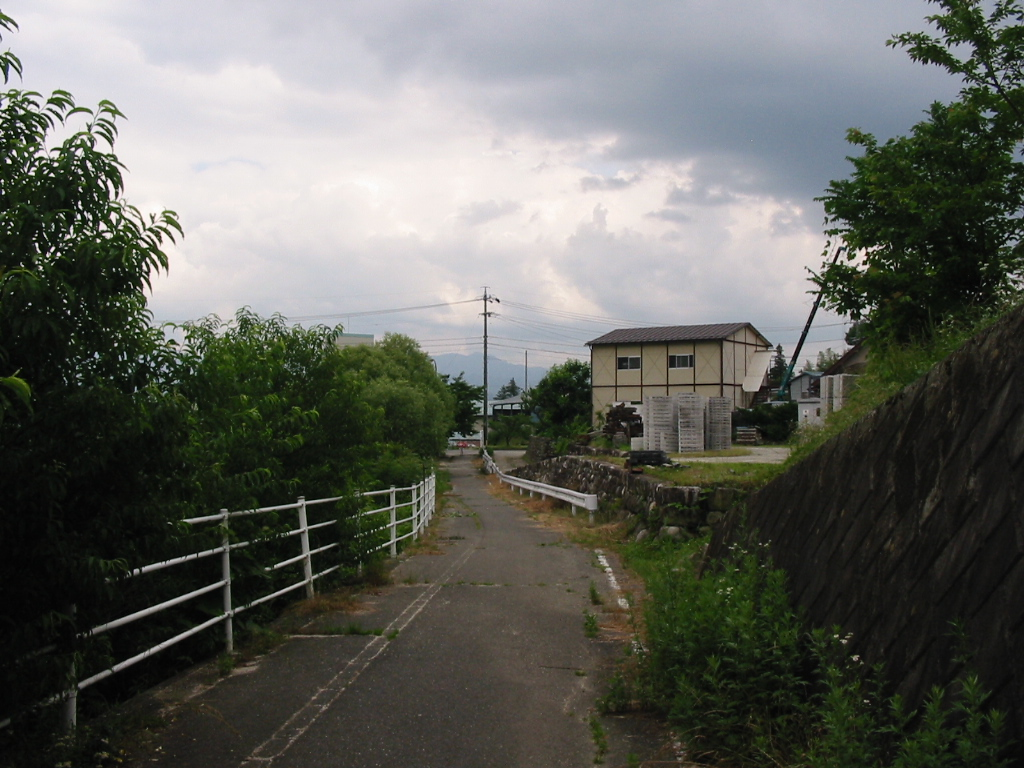
飯田市羽場赤坂付近

長野県道465号飯田上郷松川自転車道線（ながのけんどう465ごう いいだかみさとまつかわじてんしゃどうせん）は、長野県飯田市から下伊那郡松川町に至る一般県道として認定された自転車道である。一般に飯田上郷松川自転車道とも呼ばれる。現在は、飯田市上郷別府・終点間のみの供用であり、供用区間は天竜川の右岸（西岸）に沿っている。

## 概要

### 路線データ
- 起点：飯田市上飯田（未供用）
- 終点：下伊那郡松川町元大島（宮ヶ瀬橋、長野県道18号伊那生田飯田線交点）

## 通過する自治体
- 飯田市
- 下伊那郡
  - 高森町 - 松川町

## 交差・接続する道路
- 長野県道251号上飯田線 - 飯田市座光寺（阿島橋）
- 長野県道228号市田停車場線 - 下伊那郡高森町下市田（明神橋）
- 長野県道226号市ノ沢山吹停車場線 - 下伊那郡高森町山吹（万年橋）
- 長野県道18号伊那生田飯田線 - 下伊那郡松川町元大島（宮ヶ瀬橋、終点）